# Ireneusz Jeleń
Ireneusz Jeleń (ur. 9 kwietnia 1981 w Cieszynie) – polski piłkarz, który występował na pozycji napastnika. Jest wychowankiem Piasta Cieszyn, później występował w Beskidzie Skoczów, a w 2002 przeszedł do Wisły Płock. Jako gracz tego zespołu zadebiutował w polskiej ekstraklasie. Przez pięć lat występował we francuskim zespole AJ Auxerre, a następnie przez rok w Lille OSC. Po powrocie do kraju był przez dwa miesiące zawodnikiem Podbeskidzia Bielsko-Biała.
11 grudnia 2003 Jeleń zadebiutował w reprezentacji Polski w wygranym 4:0 towarzyskim spotkaniu z Maltą. W 2006 został powołany przez selekcjonera Pawła Janasa do kadry na Mistrzostwa Świata w Niemczech, na których rozegrał trzy spotkania.
Do najważniejszych sukcesów Jelenia w karierze należy zdobycie Pucharu Polski z Wisłą Płock w 2006. W sezonie 2003/2004 strzelając 18 goli został wicekrólem strzelców polskiej ligi.
Jeleń był graczem prawonożnym. Pomimo warunków fizycznych (182 cm wzrostu) wykazywał się elastycznością, sprawnością i szybkością, jednak jego słabszą stroną była gra głową.

## Kariera klubowa

### Piast Cieszyn i Beskid Skoczów
Jeleń urodził się w Cieszynie i w wieku 10 lat rozpoczął treningi w tamtejszym klubie Piast Cieszyn. W 1999 został królem strzelców Międzynarodowego Turnieju Juniorów Starszych. W sezonie 1999/2000 występował już w drużynie seniorów Piasta, dla której zdobył 24 bramki w rozgrywkach V ligi. W sezonie 2000/2001 grał w IV lidze, a w spotkaniu z Peberowem Krzanowice (5:1) strzelił 4 gole. W 2000 przebywał na testach w Górniku Zabrze po tym, jak został zauważony przez trenera Górnika Mieczysława Broniszewskiego w sparingu tego klubu z Piastem (zdobył w nim dwa gole). Ostatecznie pozostał jednak w zespole z Cieszyna. W Piaście grał do końca 2000. Będąc piłkarzem Piasta pracował jako „mrówka” graniczna, przemycając alkohol i papierosy z Czech.
Wiosną 2001 Jeleń przeszedł do Beskidu Skoczów, grającego wówczas w czwartej lidze. W barwach nowego zespołu zadebiutował 24 marca 2001 i zdobył gola w wygranym 2:0 meczu z Odrą II Wodzisław. W sezonie 2001/2002 nadal był zawodnikiem Beskidu i strzelił dla niego 16 bramek przyczyniając się do utrzymania klubu w lidze.

### Wisła Płock
Latem 2002 Jeleń przebywał na testach w Podbeskidziu Bielsko-Biała i był bliski przejścia do tego klubu podpisując nawet przedwstępny kontrakt. Beskid grał jednak sparing z Wisłą Płock. Trenerem Wisły był wówczas Mieczysław Broniszewski, który zainteresował się napastnikiem Beskidu. Po perturbacjach związanych z umową z Podbeskidziem zawodnik ostatecznie przeszedł do płockiego zespołu. 24 sierpnia 2002 zadebiutował w pierwszej lidze polskiej w wygranym 3:2 domowym spotkaniu z Widzewem Łódź. 31 sierpnia 2002 cieszynianin strzelił swojego pierwszego gola w ekstraklasie, w zremisowanym 2:2 wyjazdowym meczu z Lechem Poznań. Od tego czasu stał się podstawowym zawodnikiem zespołu i w pierwszym składzie Wisły grał także pod wodzą nowego trenera, Mirosława Jabłońskiego. W sezonie 2002/2003 występował w ataku Wisły z Jarosławem Maćkiewiczem oraz z Litwinem Gražvydasem Mikulėnasem i został najskuteczniejszym graczem zespołu z 8 golami. Z płocką Wisłą dotarł też do finału Pucharu Polski. W pierwszym meczu z Wisłą Kraków (1:0) zdobył gola, jednak to zespół z Krakowa zdobył puchar zwyciężając w rewanżu 3:0.
28 sierpnia 2003 Jeleń zadebiutował w europejskich pucharach. Zdobył wówczas 2 gole w zremisowanym 2:2 meczu Pucharu UEFA z łotewskim FK Ventspils, które dzięki większej liczbie bramek zdobytych na wyjeździe awansowało do dalszej rundy. W ekstraklasie Jeleń wykazywał się wysoką skutecznością i strzelił 18 goli stając się drugim najlepszym strzelcem ligi po Macieju Żurawskim z Wisły Kraków (20 goli).
W sezonie 2004/2005 Jeleń strzelił 12 bramek w lidze, a 11 września 2004 w meczu z Polonią Warszawa (4:1) zdobył pierwszego hat-tricka w ekstraklasie. Zespół Wisły, dzięki zajęciu 4. miejsca w lidze, zakwalifikował się do Pucharu UEFA 2005/2006. Z pucharu tego Wisła odpadła już po pierwszej rundzie eliminacyjnej po dwumeczu z Grasshopper Club (0:1, 3:2). W pierwszym spotkaniu tych zespołów w Zurychu Jeleń nie wykorzystał rzutu karnego – jego strzał obronił bramkarz Grasshoppers Fabio Coltorti. W rozgrywkach ligowych sezonu 2005/2006 Polak strzelił 7 bramek. W finałowym dwumeczu Pucharu Polski z Zagłębiem Lubin (3:2, 3:1) zdobył dwa gole, a Wisła po raz pierwszy w swojej historii wygrała te rozgrywki. Sezon 2005/2006 był ostatnim dla Jelenia w barwach Wisły. Przez cztery lata rozegrał w niej 100 ligowych meczów, w których strzelił 45 goli.

### AJ Auxerre
Latem 2006 Jeleń został zawodnikiem francuskiego AJ Auxerre. Kwota odstępnego za transfer definitywny do innego klubu wynosiła 900 tysięcy euro i taką też kwotę Auxerre zapłacił Wiśle Płock. W klubie prowadzonym przez trenera Jacques’a Santiniego zadebiutował 5 sierpnia 2006 w zremisowanym 1:1 domowym meczu z Valenciennes FC. Początek w Ligue 1 nie był dla Jelenia udany i zarówno w 2., jak i 3. kolejce ligowej był rezerwowym. Jednak 9 września 2006 strzelił pierwszego gola w lidze francuskiej w wygranym 2:1 meczu z AS Monaco. Z Auxerre wystąpił w rozgrywkach Pucharu UEFA i dotarł z tym klubem do fazy grupowej. W Pucharze UEFA strzelił łącznie 5 goli: jedną z OFK Beograd (2:1), trzy w dwumeczu z Dinamem Zagrzeb (2:1 i 3:1) oraz jedną z Rangers F.C. (2:2). W Auxerre występował najczęściej jako prawoskrzydłowy, ale grywał również na pozycji napastnika (w ataku najczęściej występował z Danielem Niculae). W sezonie 2006/2007 Jeleń strzelił 10 goli w lidze i został najlepszym strzelcem swojego zespołu.
W sezonie 2007/2008 Jeleń nie był tak skuteczny jak w poprzednich rozgrywkach. W pierwszych 10 kolejkach ligowych bywał rezerwowym i funkcję tę pełnił także w październikowym spotkaniu z FC Lorient (5:3), w którym wszedł na boisko w 71. minucie i między 72. i 90. minutą strzelił 3 gole dla Auxerre. Od lutego 2008 do końca sezonu był rezerwowym (dla Niculae i Dennisa Oliecha), a trener Fernandez zarzucił mu nadwagę. Od listopada 2007 Jeleń zdobył dwa gole – z Le Mans UC 72 (3:0) i Valenciennes (2:0).
Po zakończonym sezonie Jeleń przeszedł bezinwazyjny zabieg pleców. W przedsezonowych sparingach zdobył 3 bramki, a sezon 2008/2009 rozpoczął od strzelenia gola w meczu z FC Nantes (1:0). Kolejne bramki zdobył w meczach z Lorient (2:0) i Le Havre AC (3:0), jednak w 10. kolejce ligowej w spotkaniu z Olympique Lyon (0:0) doznał kontuzji barku, która wykluczyła go z gry do końca stycznia 2009. W drugim meczu po powrocie po kontuzji Jeleń strzelił bramkę w wygranym 2:0 meczu z AS Nancy. Następnie zdobywał gole w kolejnych meczach: z Lille OSC (2:0), Toulouse FC (1:1), Olympique Lyon (2:0), Le Mans (2:0), dwa z SM Caen (2:1) i dwa z Grenoble Foot 38 (2:0). Po tym ostatnim spotkaniu L'Equipe uznał go piłkarzem kolejki Ligue 1. 14 maja 2009 przedłużył kontrakt z Auxerre do 2011 Po meczu z Paris Saint-Germain w Paryżu (2:1), w którym strzelił dwie bramki, francuska prasa określiła go „bohaterem, który zatopił Paryż”. W 37. kolejce w meczu z AS Saint-Étienne (1:0) zdobył 14. gola w sezonie. 23 maja 2009 został uznany Piłkarzem Sezonu w Auxerre w głosowaniu kibiców.
W czerwcu 2009 roku przeszedł w Warszawie zabieg termolezji, czyli zwalczania bólu kręgosłupa prądem. Natomiast w lipcu operację pachwiny, która wykluczyła go z występów w czterech pierwszych meczach sezonu 2009/2010. AJ Auxerre pod jego nieobecnością zdobyło zaledwie jeden punkt i zajmowało przedostatnie miejsce w tabeli. Jeleń powrócił do składu w piątej kolejce Ligue 1 w meczu przeciw OGC Nice. Było to pierwsze zwycięskie spotkanie Auxerre w tym sezonie. W meczu siódmej kolejki, przeciw Grenoble Foot 38 za faul na Davidzie Jemmalim Ireneusz Jeleń ujrzał czerwoną kartkę. Była to pierwsza czerwona kartka w karierze polskiego napastnika. Pierwszą i drugą bramkę w sezonie Jeleń strzelił w dziesiątej kolejce przeciw Lille OSC (3:2). W kolejnym spotkaniu, z Montpellier HSC (2:1) strzelił obie zwycięskie bramki. W następnym spotkaniu zwyciężonym przez Auxerre przeciw AS Monaco, Jeleń nie zdobył gola. Dzięki temu zwycięstwu AJA awansowało na pozycję lidera w tabeli. Było to siódme z kolei zwycięskie spotkanie Auxerre. Tym samym została podtrzymana seria nie przegranych meczów przez Auxerre w których występował Ireneusz Jeleń. W listopadzie postawa Jelenia, a także jego znaczenie dla drużyny zostały docenione i uzyskał on nagrodę piłkarza października Ligue 1. W kolejnym spotkaniu przeciw PSG, Jeleń nie wystąpił z powodu kontuzji uda, której doznał na treningu. Była to pierwsza porażka Auxerre po serii siedmiu kolejnym wygranych. Auxerre tym samym straciło pozycję lidera w tabeli Ligue1. W kolejnym spotkaniu przeciw AS Nancy Polak także nie zagrał, a Auxerre przegrało ten mecz. Napastnik reprezentacji Polski powrócił do gry w 17 kolejce, przeciw FC Lorient. AJA zremisowało to spotkanie. W następnym meczu (Toulouse) również padł remis. W ostatnich dwóch kolejkach rundy jesiennej Jeleń nie zagrał. W pierwszym meczu rundy wiosennej przeciw zespołowi z Boulogne, Jeleń zagrał 45 minut. Zespół Polaka bezbramkowo zremisował to spotkanie. W następnym meczu, przeciw OGC Nice Ireneusz Jeleń zdobył bramkę, która dała zwycięstwo jego drużynie. Był to piąty gol w sezonie zdobyty przez napastnika reprezentacji Polski. W meczu 1/16 Pucharu Francji, przeciw CS Sedan Polak strzelił bramkę w dogrywce i dał awans swojej drużynie do kolejnej rundy tych rozgrywek. W kolejnych dwóch spotkaniach ligowych, Jeleń wystąpił w pełnym wymiarze czasowym, jednakże nie zdobył w nich gola. Spotkanie przeciw Grenoble Foot 38 było pierwszym przegranym meczem AJ Auxerre w całym sezonie, w którym wystąpił Ireneusz Jeleń. Passa ta sięgnęła czternastu ligowych spotkań. W meczu 1/8 Pucharu Francji, w którym AJA zmierzyło się z drużyną z Plabennec, Polak zdobył Hat-tricka. Po kolejnym meczu w ramach 24 kolejki Ligue 1 przeciw zespołowi Rennes, w którym strzelił bramkę, Polak musiał przejść serię zastrzyków z powodu kontuzji która go nieprzerwanie trapiła. Po powrocie do gry, Jeleń strzelił gola w meczu z Valenciennes FC. Dzięki temu trafieniu Polak trafił do dziesiątki najlepszych strzelców Auxerre w historii ligowych występów tej drużyny.

### Lille OSC
30 sierpnia 2011 podpisał kontrakt z mistrzem Francji – Lille OSC. W nowym klubie zadebiutował 17 września 2011 w zremisowanym 2:2 spotkaniu z FC Sochaux-Montbéliard. Polski napastnik zmienił wówczas Edena Hazarda. Pierwszego gola dla Les Dogues zdobył w meczu ze swoim byłym klubem – AJ Auxerre. W styczniu 2012 odrzucił ofertę przejścia do Stade Brestois, skąd LOSC sprowadziło innego napastnika, Nolana Roux.

### Podbeskidzie Bielsko-Biała
Po odejściu z Lille Jeleń długo nie potrafił znaleźć nowego klubu. Ostatecznie 19 października 2012 r. podpisał obowiązującą do końca sezonu 2012/2013 umowę z występującym w Ekstraklasie Podbeskidziem Bielsko-Biała. Po nieudanej rundzie jesiennej, w której nie zdobył bramki, skorzystał z zapisu w umowie i odszedł z klubu już w przerwie zimowej.

### Górnik Zabrze
Kolejnym klubem w karierze zawodnika z Cieszyna stał się Górnik Zabrze, do którego trafił on 28 lutego 2013 r. W Górniku Jeleń rozegrał 12 meczów i zdobył 2 bramki. Powodem rezygnacji z gry w Zabrzu była poważna choroba ojca zawodnika.

### Piast Cieszyn
W czerwcu 2014 roku Jeleń postanowił jednak wrócić do piłki w klubie, w którym rozpoczynał swoją piłkarską przygodę. Podpisał kontrakt z Piastem Cieszyn. Swoją decyzję argumentował chęcią wprowadzenia Piasta do Klasy okręgowej. Po powrocie do Piasta Jeleń rozegrał 4 mecze i zdobył 6 bramek.
W grudniu 2014 ogłosił zakończenie kariery zawodniczej. Lecz w 2019 roku wrócił do ekipy Piasta Cieszyn (CKS Piast Cieszyn).

## Kariera działacza
W 2016 roku został prezesem CKS Piasta Cieszyn.

## Statystyki
(stan na 19 kwietnia 2013)
| Klub                       | Sezon     | Rozgr.                  | Liga  | Liga   | Puchary krajowe | Puchary krajowe | UEFA  | UEFA   | Suma  | Suma   |
| Klub                       | Sezon     | Rozgr.                  | Mecze | Bramki | Mecze           | Bramki          | Mecze | Bramki | Mecze | Bramki |
| -------------------------- | --------- | ----------------------- | ----- | ------ | --------------- | --------------- | ----- | ------ | ----- | ------ |
| Piast Cieszyn              | 1999/2000 | V liga                  |       | 24     | –               | –               | –     | –      |       | 24     |
| Piast Cieszyn              | 2000/2001 | IV liga                 | 16    | 8      | –               | –               | –     | –      | 16    | 8      |
| Beskid Skoczów             | 2000/2001 | IV liga                 | 11    | 6      | –               | –               | –     | –      | 11    | 6      |
| Beskid Skoczów             | 2001/2002 | IV liga                 | 29    | 16     | –               | –               | –     | –      | 29    | 16     |
| Beskid Skoczów             | Suma      | Suma                    | 40    | 22     | –               | –               | –     | –      | 40    | 22     |
| Wisła Płock                | 2002/2003 | I liga                  | 26    | 8      | 9               | 4               | –     | –      | 35    | 12     |
| Wisła Płock                | 2003/2004 | I liga                  | 26    | 18     | 1               | 0               | 2     | 2      | 29    | 20     |
| Wisła Płock                | 2004/2005 | I liga                  | 23    | 12     | 3               | 2               | –     | –      | 26    | 14     |
| Wisła Płock                | 2005/2006 | I liga                  | 25    | 7      | 9               | 5               | 2     | 0      | 36    | 12     |
| Wisła Płock                | Suma      | Suma                    | 100   | 45     | 22              | 11              | 4     | 2      | 126   | 58     |
| AJ Auxerre                 | 2006/2007 | Ligue 1                 | 32    | 10     | 2               | 0               | 5     | 4      | 39    | 14     |
| AJ Auxerre                 | 2007/2008 | Ligue 1                 | 32    | 5      | 4               | 1               | –     | –      | 36    | 6      |
| AJ Auxerre                 | 2008/2009 | Ligue 1                 | 26    | 14     | 1               | 0               | –     | –      | 27    | 14     |
| AJ Auxerre                 | 2009/2010 | Ligue 1                 | 29    | 14     | 3               | 4               | –     | –      | 32    | 18     |
| AJ Auxerre                 | 2010/2011 | Ligue 1                 | 21    | 5      | 0               | 0               | 4     | 1      | 25    | 6      |
| AJ Auxerre                 | Suma      | Suma                    | 140   | 48     | 10              | 5               | 9     | 5      | 159   | 58     |
| Lille OSC                  | 2011/2012 | Ligue 1                 | 13    | 1      | 2               | 3               | 2     | 0      | 17    | 4      |
| Podbeskidzie Bielsko-Biała | 2012/2013 | Ekstraklasa             | 7     | 0      |                 |                 |       |        | 7     | 0      |
| Górnik Zabrze              | 2012/2013 | Ekstraklasa             | 12    | 2      |                 |                 |       |        | 12    | 2      |
| Piast Cieszyn              | 2013/2014 | Klasa A, grupa: Skoczów | 4     | 6      |                 |                 |       |        | 4     | 6      |

Stan na: 15 czerwca 2014 r.

## Kariera reprezentacyjna
W latach 2002–2003 Jeleń rozegrał 6 spotkań w reprezentacji Polski U-21 (debiut: 19 listopada 2002 w wygranym 1:0 meczu z Danią), jednak nie zdołał awansować z nią na Igrzyska Olimpijskie w Atenach. W reprezentacji Polski seniorów zadebiutował za kadencji selekcjonera Pawła Janasa, 11 grudnia 2003 w wygranym 4:1 towarzyskim spotkaniu z Maltą. W swoim drugim spotkaniu w kadrze narodowej, rozegranym 3 dni później z Litwą (3:1), strzelił swojego pierwszego gola w reprezentacji. Za kadencji Janasa do 2006 występował jedynie w meczach towarzyskich.

### MŚ 2006

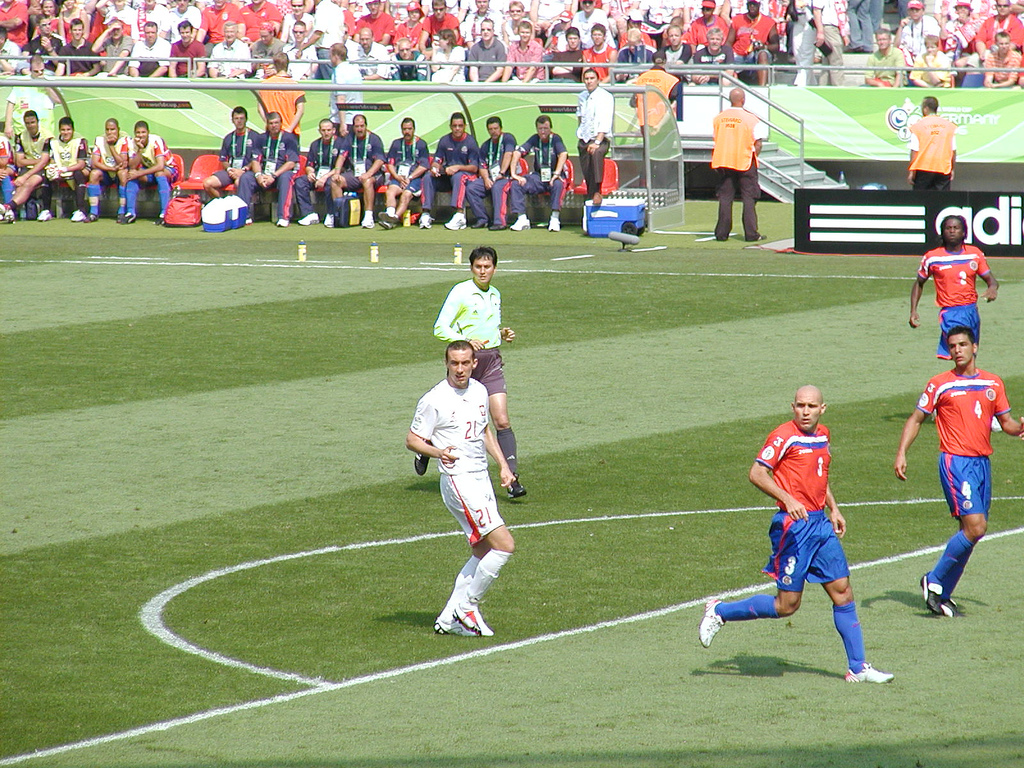
Ireneusz Jeleń w meczu przeciwko Kostaryce

Jeleń nie wystąpił w żadnym spotkaniu reprezentacji w eliminacjach do Mistrzostw Świata w Niemczech, ale 15 maja 2006 został powołany przez trenera Janasa do 23-osobowej kadry na ten Mundial. 30 maja w towarzyskim meczu, rozegranym w ramach okresu przygotowawczego na mistrzostwa, zdobył gola w pojedynku z Kolumbią. Na Mundialu rozegrał trzy spotkania: z Ekwadorem (0:2) jako rezerwowy i z Niemcami (0:1) oraz z Kostaryką (2:1) jako gracz podstawowego składu. W meczach tych pełnił rolę prawoskrzydłowego. Reprezentacja Polski zajęła 3. miejsce w swojej grupie i odpadła z mistrzostw świata.

### Kadencja Leo Beenhakkera
Po Mundialu w Niemczech selekcjonerem reprezentacji Polski został Leo Beenhakker. Jeleń wystąpił w sparingu z Danią (0:2), a potem także w czterech spotkaniach reprezentacji w eliminacjach do Euro 2008: z Finlandią (1:3), z Serbią (1:1), z Azerbejdżanem (5:0) oraz z Armenią (1:0). Następnie były gracz Wisły Płock wypadł z kadry na półtora roku i nie pojechał na Euro 2008. 8 sierpnia 2008 Beenhakker ponownie powołał go do kadry narodowej na towarzyskie spotkanie z Ukrainą. Jeleń wystąpił w tym meczu, ale ponownie przestał być powoływany przez holenderskiego szkoleniowca aż do marca 2009 z powodu kontuzji barku. 13 marca 2009 Beenhakker ogłosił kadrę na mecze eliminacji do Mistrzostw Świata w RPA, w której znalazł się Jeleń. Piłkarz wystąpił w przegranym 2:3 meczu w Belfaście z Irlandią Północną, a także wygranym 10:0 w Kielcach z San Marino. W obu tych spotkaniach zdobył po jednym golu.
Ireneusz Jeleń zagrał w dwóch ostatnich spotkaniach eliminacji do Mistrzostw Świata 2010 z Czechami i Słowacją, pod wodzą tymczasowego selekcjonera reprezentacji – Stefana Majewskiego. W żadnym z nich nie strzelił gola.

### Kadencja Franciszka Smudy
Po eliminacjach do Mistrzostw Świata 2010 trenerem reprezentacji został Franciszek Smuda. W debiucie nowego selekcjonera przeciw reprezentacji Rumunii Jeleń rozegrał cały mecz. Pierwszego gola pod wodzą nowego selekcjonera zdobył w meczu z Ukrainą.

### Mecze i gole w reprezentacji
Wykaz meczów i goli Ireneusza Jelenia w reprezentacji Polski (stan na luty 2012):
| Mecze i gole w reprezentacji | Mecze i gole w reprezentacji | Mecze i gole w reprezentacji | Mecze i gole w reprezentacji | Mecze i gole w reprezentacji | Mecze i gole w reprezentacji | Mecze i gole w reprezentacji |
| #                            | Data                         | Miasto                       | Przeciwnik                   | Gol                          | Wynik                        | Rozgrywki                    |
| ---------------------------- | ---------------------------- | ---------------------------- | ---------------------------- | ---------------------------- | ---------------------------- | ---------------------------- |
| 1.                           | 11.12.2003                   | Ta’ Qali                     | Malta                        |                              | 4:0                          | towarzyski                   |
| 2.                           | 14.12.2003                   | Ta’ Qali                     | Litwa                        | Gol                          | 3:1                          | towarzyski                   |
| 3.                           | 21.02.2004                   | San Fernando                 | Wyspy Owcze                  |                              | 6:0                          | towarzyski                   |
| 4.                           | 11.07.2004                   | Chicago                      | Stany Zjednoczone            |                              | 1:1                          | towarzyski                   |
| 5.                           | 16.11.2005                   | Ostrowiec Świętokrzyski      | Estonia                      |                              | 3:1                          | towarzyski                   |
| 6.                           | 28.03.2006                   | Rijad                        | Arabia Saudyjska             |                              | 2:1                          | towarzyski                   |
| 7.                           | 14.05.2006                   | Wronki                       | Wyspy Owcze                  |                              | 4:0                          | towarzyski                   |
| 8.                           | 30.05.2006                   | Chorzów                      | Kolumbia                     | Gol                          | 1:2                          | towarzyski                   |
| 9.                           | 03.06.2006                   | Wolfsburg                    | Chorwacja                    |                              | 1:0                          | towarzyski                   |
| 10.                          | 09.06.2006                   | Gelsenkirchen                | Ekwador                      |                              | 0:2                          | MŚ 2006                      |
| 11.                          | 14.06.2006                   | Dortmund                     | Niemcy                       |                              | 0:1                          | MŚ 2006                      |
| 12.                          | 20.06.2006                   | Hanower                      | Kostaryka                    |                              | 2:1                          | MŚ 2006                      |
| 13.                          | 16.08.2006                   | Odense                       | Dania                        |                              | 0:2                          | towarzyski                   |
| 14.                          | 02.09.2006                   | Bydgoszcz                    | Finlandia                    |                              | 1:3                          | el. Euro 2008                |
| 15.                          | 06.09.2006                   | Warszawa                     | Serbia                       |                              | 1:1                          | el. Euro 2008                |
| 16.                          | 06.09.2006                   | Jerez de la Frontera         | Słowacja                     |                              | 2:2                          | towarzyski                   |
| 17.                          | 24.03.2007                   | Warszawa                     | Azerbejdżan                  |                              | 5:0                          | el. Euro 2008                |
| 18.                          | 28.03.2007                   | Kielce                       | Armenia                      |                              | 1:0                          | el. Euro 2008                |
| 19.                          | 20.08.2008                   | Lwów                         | Ukraina                      |                              | 0:1                          | towarzyski                   |
| 20.                          | 28.03.2009                   | Belfast                      | Irlandia Północna            | Gol                          | 2:3                          | el. MŚ 2010                  |
| 21.                          | 01.04.2009                   | Kielce                       | San Marino                   | Gol                          | 10:0                         | el. MŚ 2010                  |
| 22.                          | 10.10.2009                   | Praga                        | Czechy                       |                              | 0:2                          | el. MŚ 2010                  |
| 23.                          | 14.10.2009                   | Chorzów                      | Słowacja                     |                              | 0:1                          | el. MŚ 2010                  |
| 24.                          | 14.11.2009                   | Warszawa                     | Rumunia                      |                              | 0:1                          | towarzyski                   |
| 25.                          | 29.05.2010                   | Kielce                       | Finlandia                    |                              | 0:0                          | towarzyski                   |
| 26.                          | 04.09.2010                   | Łódź                         | Ukraina                      | Gol                          | 1:1                          | towarzyski                   |
| 27.                          | 07.09.2010                   | Kraków                       | Australia                    |                              | 1:2                          | towarzyski                   |
| 28.                          | 09.02.2011                   | Faro                         | Norwegia                     |                              | 1:0                          | towarzyski                   |
| 29.                          | 29.02.2012                   | Warszawa                     | Portugalia                   |                              | 0:0                          | towarzyski                   |

## Sukcesy
- Wisła Płock:
  - Puchar Polski: 2005-06
- Piast Cieszyn:
  - Mistrzostwo Klasy A, grupa: Skoczów (1): 2013/14[51].

## Życie prywatne
Jeleń jest synem Jana i Elżbiety, bratem Renaty (ur. 1976) i Łukasza (1983–2021). Od 7 czerwca 2003 jest mężem Anny, którą poznał na dyskotece w Cieszynie. W tym samym roku urodził im się syn Jakub. Razem z nim Ireneusz Jeleń grał w drużynie Piasta Cieszyn.
6 stycznia 2010 urodziła mu się córka Julia.
Jeleń ukończył Szkołę Zawodową w Cieszynie i uzyskał przygotowanie do wykonywania zawodu malarza-tapeciarza.